# Artister för livet
Artister för livet är en stiftelse i Sverige som genom ett helägt dotterbolag arrangerar olika evenemang med kända sportprofiler där överskottet delas ut till olika ändamål enligt stiftelsens stadgar.